# Borbo fatuellus
Borbo fatuellus es una especie de mariposa, de la familia de los hespéridos.

## Distribución
Borbo fatuellus tiene una distribución restringida a la región Afrotropical y ha sido reportada en Burundi, Etiopía, Kenia, Ruanda, Sudáfrica, Tanzania, África tropical, Arabia.

## Plantas hospederas
Las larvas de B. fatuellus se alimentan de plantas de la familia Poaceae. Entre las plantas hospederas reportadas se encuentran  
Cenchrus purpureus, Ehrharta erecta, Oryza sativa, Setaria sulcata, Setaria megaphylla, y especies no identificadas de los géneros Panicum y Zea. 